# IÉSEG School of Management
IÉSEG School of Management je evropská vysoká obchodní škola s kampusy (pobočkami) v Lille a La Défense.

## Popis
IÉSEG je akreditovaná u třech mezinárodních organizací: EQUIS, AMBA, a AACSB. Škola má přibližně 75000 absolventů. Mezi významné absolventy patří Christophe Catoir (ředitel společnosti Adecco France), Nicolas Wallaert (ředitel společnosti Cofidis France).

## Mezinárodní srovnání
V roce 2019 se program “Master in Management” umístil na 32. místě v mezinárodním žebříčku deníku Financial Times a v top 5 nejlepších Business School ve Francii. Ve stejném roce se též program umístil na 20. místě v mezinárodním žebříčku deníku The Economist.